# Trey Cunningham
Pour les articles homonymes, voir Trey et Cunningham.
Trey Cunningham (né le 26 août 1998 à Winfield) est un athlète américain spécialiste du 110 mètres haies.

## Biographie
Étudiant à l'Université d'État de Floride, il concourt sous les couleurs des Seminoles de Florida State,.
Le 10 juin 2022 au cours des Championnats NCAA à Eugene, Trey Cunningham établit la meilleure performance mondiale de l'année sur 110 m haies ainsi qu'un nouveau record personnel en signant le temps de 13 s 00 (vent nul).
Il remporte la médaille d'argent du 110 m haies lors des championnats du monde 2022 à Eugene, devancé par son compatriote Grant Holloway.

## Palmarès
| Date | Compétition                    | Lieu    | Résultat | Épreuve     | Temps   |
| ---- | ------------------------------ | ------- | -------- | ----------- | ------- |
| 2022 | Championnats du monde          | Eugene  | 2e       | 110 m haies | 13 s 08 |
| 2024 | Championnats du monde en salle | Glasgow | 6e       | 60 m haies  | 7 s 53  |

## Records
| Épreuve     | Temps   | Lieu   | Date         |
| ----------- | ------- | ------ | ------------ |
| 110 m haies | 13 s 00 | Eugene | 10 juin 2022 |